# Euselates delponti
Euselates delponti är en skalbaggsart som beskrevs av Franz Antoine 1987. Euselates delponti ingår i släktet Euselates och familjen Cetoniidae. Inga underarter finns listade i Catalogue of Life.